# Eunidia varipes
Eunidia varipes là một loài bọ cánh cứng trong họ Cerambycidae.